# Fibre Channel
Fibre Channel eller Fiberkanal är en nätverksteknologi för överföringshastigheter i storleksordningen 1, 2, 4, 8, 16, 32, 64, och 128Gb/s i Storage Area Network som är en typ av nätverk som används för datalagring.
Standarden Fibre Channel är utarbetad i T11, en teknisk kommitté som ingår i International Committee for Information Technology Standards (INCITS), som är ackrediterad av ANSI. Fibre Channel är därmed en ANSI-standard. 
Sitt namn till trots är inte Fibre Channel definierat ned till fysisk nivå, utan kan köras över såväl optiska som elektroniska ledningar, till exempel över partvinnad kabel och optisk fiber.